# От снега до снега
«От снега до снега» — советский художественный фильм, поставленный на Одесской киностудии в 1968 году режиссёром Юрием Петровым.

## Сюжет
Юная героиня фильма видела профессию метеоролога в романтическом ореоле. Где-то в заснеженной долине на крайнем севере её ждет уютный бревенчатый дом. В этом, словно специально созданном для смелых и неподвластных сомнениям и слабостям людей, месте начнётся проверка её жизненных идеалов, будет постепенно стираться позолота восторженности с фразы «романтика там, где трудно». За год показанной в фильме жизни героини на далёкой метеостанции происходит её гражданское возмужание и когда жизнь поставит её перед выбором между личной жизнью и чувством к такой же, как она год назад, неопытной девушке, она сделает выбор в соответствии с совестью…

## В ролях
- Надежда Романина — Анна
- Александр Збруев — Игорь
- Генриетта Рыжкова — Октябрина
- Владимир Русанов — Тюрин
- Нина Кондакова — Оля

## Съёмочная группа
- Режиссёр: Юрий Петров
- Сценарист: Анатолий Преловский
- Оператор: Альберт Осипов
- Композитор: Александр Зацепин
- Художник-постановщик: Конардова, Александра Дмитриевна